# Trolleybus van Jerevan
Het trolleybusnetwerk van Jerevan maakt deel uit van het openbaarvervoersnetwerk van Jerevan, de hoofdstad van Armenië. Sinds de sluiting van het trolleybusnetwerk van Gjoemri in 2005, is het het enige netwerk van Armenië, en samen met Soechoemi is het het enige netwerk in de Zuidelijke Kaukasus.

## Geschiedenis
Het trolleybusnetwerk werd op 16 augustus 1949 geopend. Op het hoogtepunt bestond het netwerk uit 20 lĳnen bestaande uit 300 trolleybussen, waarvan het overgrote deel Škoda 9Tr- en 14Tr-bussen en Sovjetse ZiU-682-bussen.
In de afgelopen jaren is het systeem gekrompen en zijn de meeste trolleybussen uit het Sovjettijdperk vervangen door nieuwere voertuigen.

## Lijnen

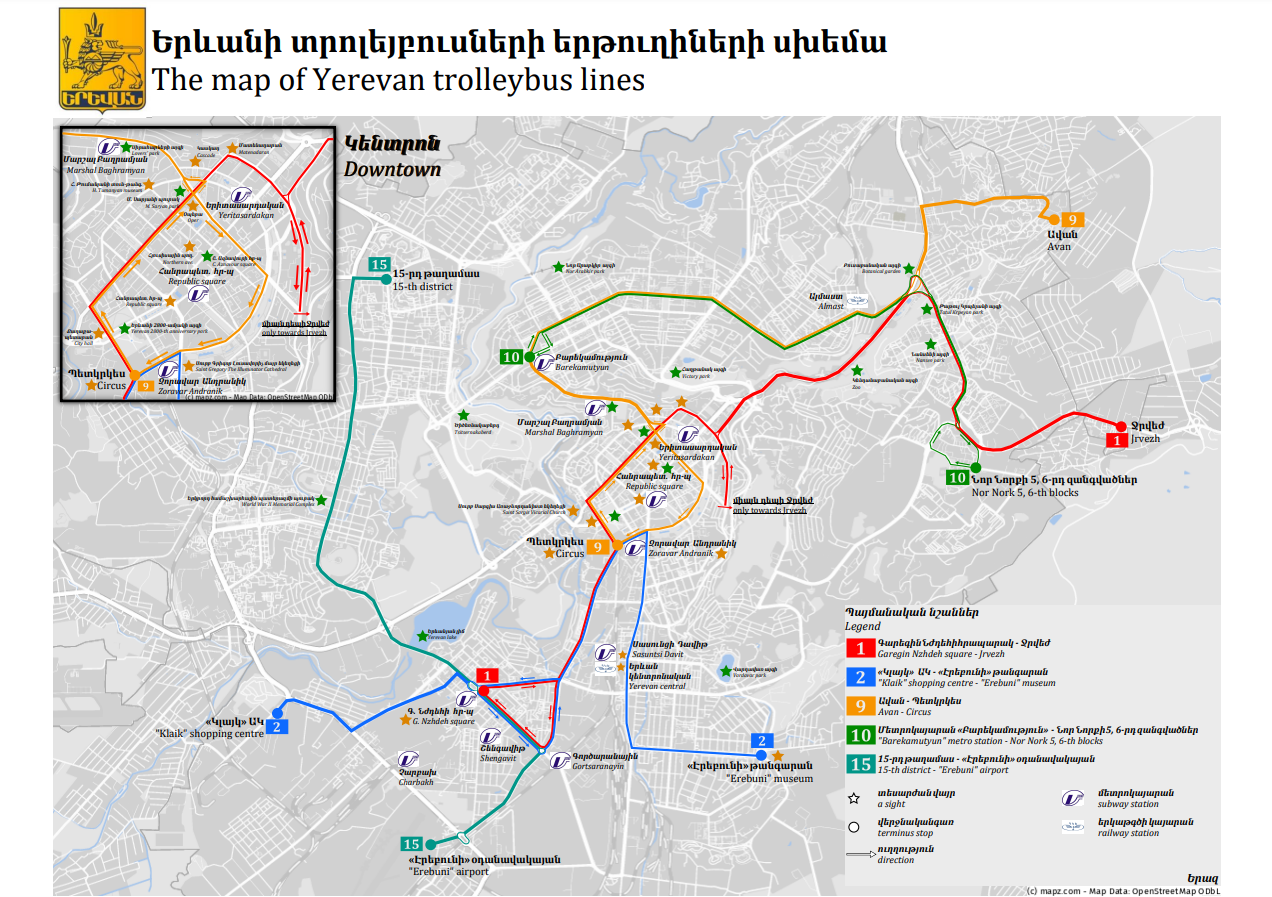
Lĳnennetkaart (oktober 2022)

Het trolleybusnetwerk bestaat uit de volgende lijnen (juli 2023): 1, 2, 2a, 9, 10, 10a, 15.
De lijnen met een ‘a’ in de naam rĳden op een deel van de route zonder trolleystangen.

## Vloot
De trolleybusvloot van Jerevan bestaat anno 2023 nog steeds uit een aanzienlijk aantal Škoda 14Tr-bussen. De Škoda 9Tr- en ZiU-682-bussen zijn allemaal buiten dienst gesteld. Nieuwere trolleybussen in de vloot zijn voornamelijk LiAZ-5280-voertuigen van Russische makelij en tweedehands Berliet ER100-trolleybussen, afkomstig van het trolleybusnetwerk van Lyon.
In 2023 zĳn er 15 nieuwe bussen van Yutong in dienst gekomen. Deze bussen zĳn voorzien van een accupakket en kunnen daarom ook zonder trolleystangen rijden. Er zijn plannen om de vloot verder uit te breiden met nog eens 15 nieuwe trolleybussen.

## Ongevallen
Op 16 september 1976 verloor een trolleybus, die langs het Jerevanmeer reed, het contact met de bovenleiding en viel daardoor van de dam in het stuwmeer. Het ongeval werd waargenomen door Shavarsh Karapetyan, meervoudig kampioen vinzwemmer, die samen met zijn broer Kamo, ook een vinzwemmer, aan het trainen was door langs het meer te rennen. De bus lag op de bodem van het meer, zo'n 25 meter voor de kust, op een diepte van 10 meter. Karapetyan zwom ernaar toe en brak - met weinig zicht wegens slib dat van de bodem losliet - met zijn benen de achterruit. De trolleybus bleek vol mensen te zitten; in totaal 92 passagiers. Karapetyan besteedde vervolgens zo'n 30 tot 35 seconden per persoon om ze naar boven te halen en slaagde erin om 20 mensen te redden. Het gevolg voor hem dat hĳ, door een combinatie van koud water en vele verwondingen, 45 dagen bewusteloos lag en bloedvergiftiging (vanwege de aanwezigheid van ongezuiverd rioolwater in het meerwater) en longcomplicaties opliep, waardoor hij zijn sportcarrière niet kon voortzetten.

## Galerĳ

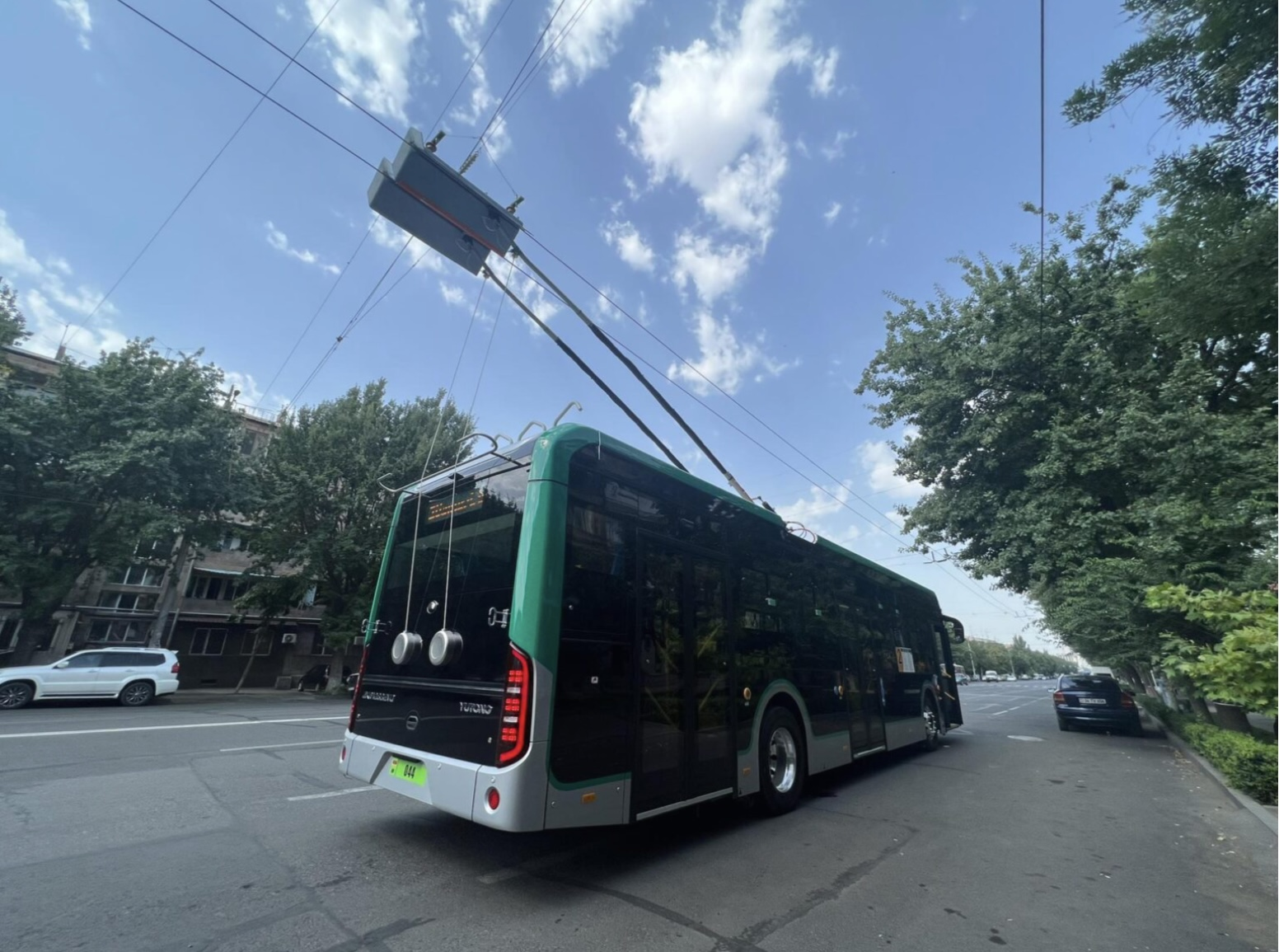
Nieuwe trolleybus op lijndienst

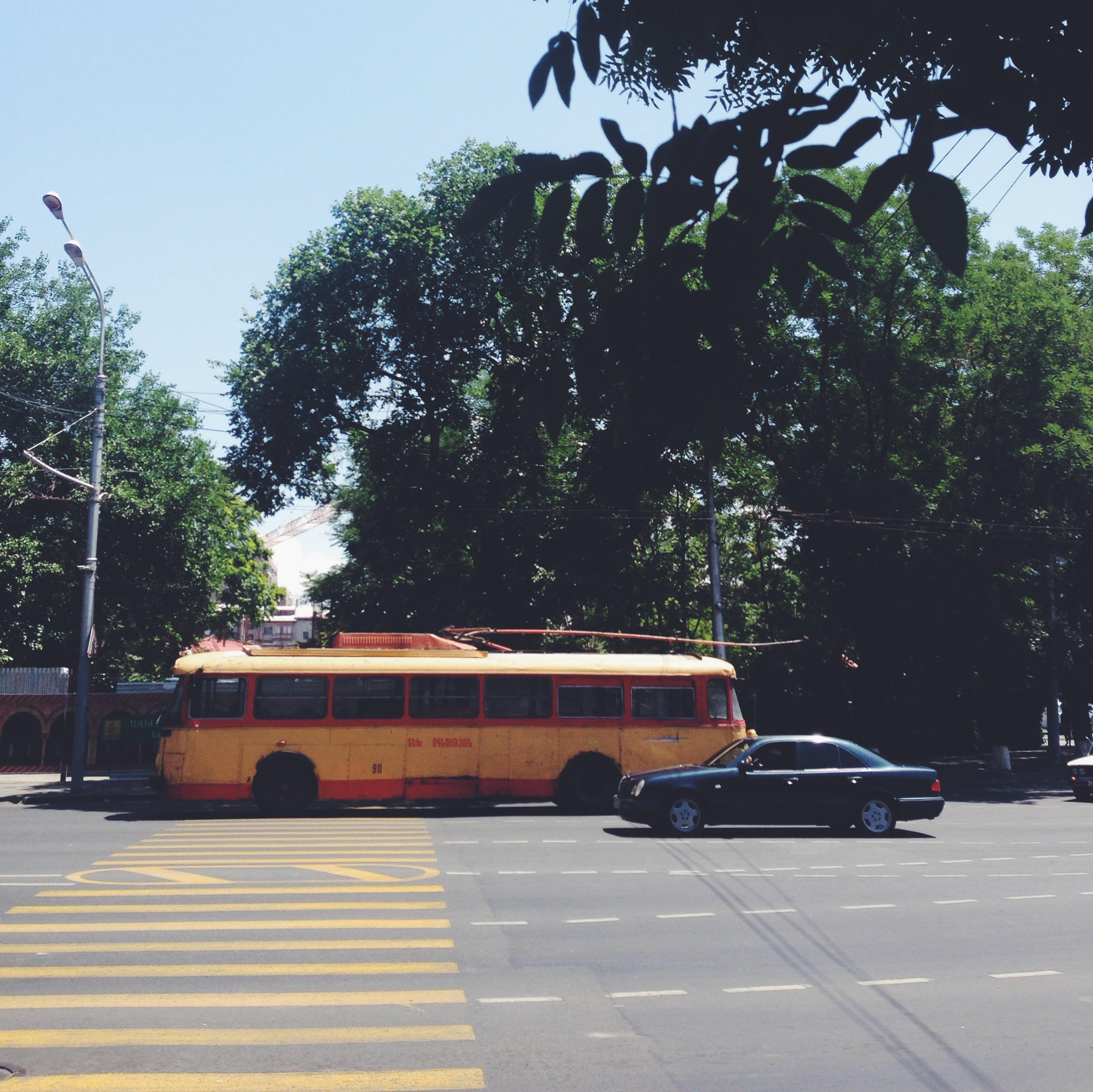
Een oldtimertrolleybus in Jerevan (2015)
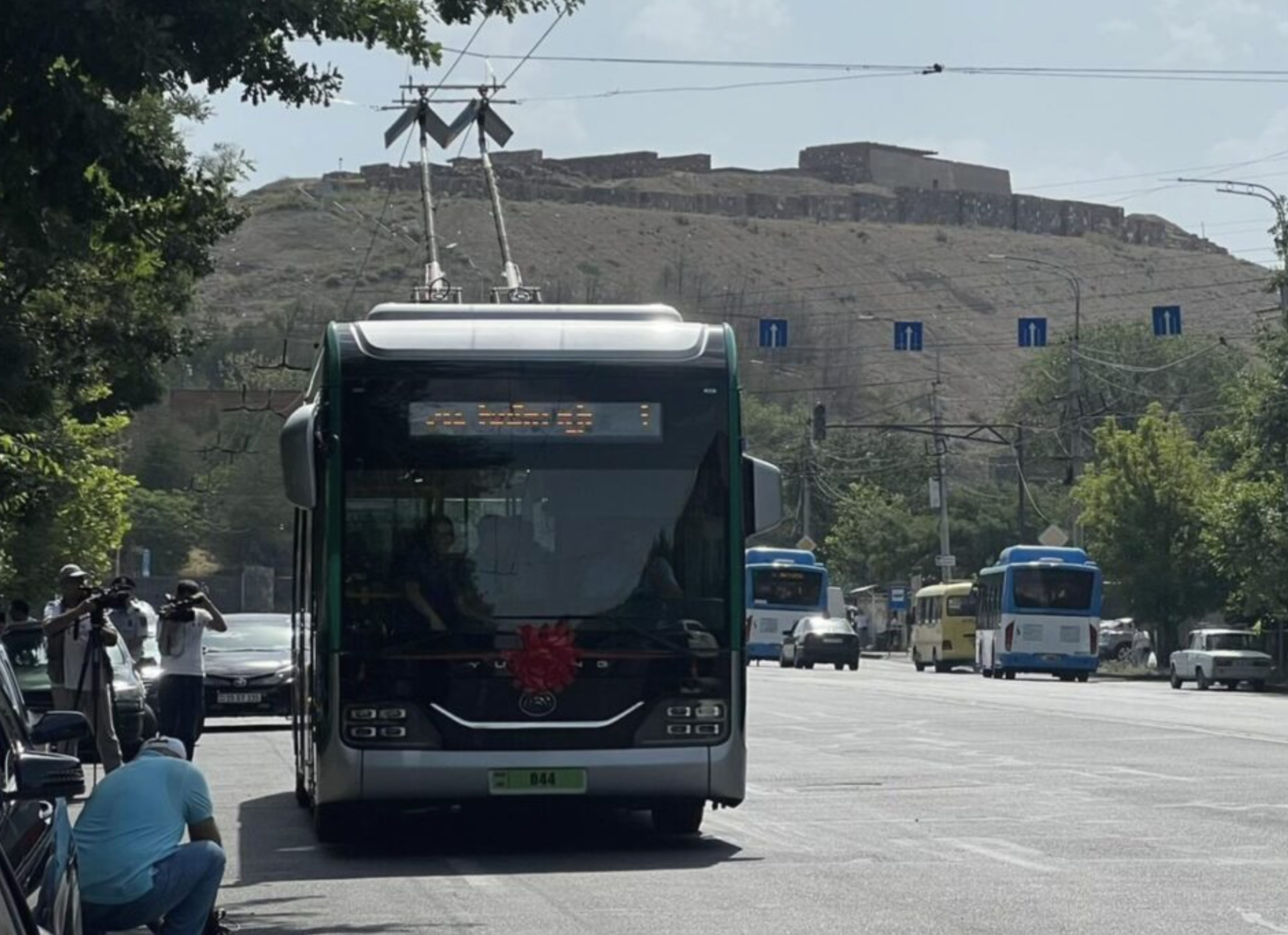
Een moderne Yutong-trolleybus in Jerevan (2023)